# Шунсола
Шунсо́ла (рос. Шунсола, марій. Шунсола) — присілок у складі Сернурського району Марій Ел, Росія. Входить до складу Верхньокугенерського сільського поселення.

## Населення
Населення — 125 осіб (2010; 107 у 2002).
Національний склад (станом на 2002 рік):
- марі — 99 %